# Жакчицька сільська рада
| Жакчицька сільська рада — колишній орган місцевого самоврядування у Гайворонському районі Кіровоградської області з адміністративним центром у с. Жакчик. Сільській раді були підпорядковані населені пункти: - с. Жакчик |

## Склад ради
Рада складалася з 12 депутатів та голови.

### Керівний склад ради
| ПІБ                          | Основні відомості                                                                       | Дата обрання | Дата звільнення |
| ---------------------------- | --------------------------------------------------------------------------------------- | ------------ | --------------- |
| Кричовська Людмила Василівна | Сільський голова, 1974 року народження, освіта, член Соціалістичної партії України      | 26.03.2006   | 31.10.2010      |
| Кричовська Людмила Василівна | Сільський голова, 1974 року народження, освіта середня спеціальна, член Партії регіонів | 31.10.2010   |                 |

Примітка: таблиця складена за даними джерела

## Населення
Згідно з переписом УРСР 1989 року чисельність наявного населення сільської ради становила 455 осіб, з яких 198 чоловіків та 257 жінок.
За переписом населення України 2001 року в сільській раді мешкала 401 особа.

### Мова
Розподіл населення за рідною мовою за даними перепису 2001 року:
| Мова       | Відсоток |
| ---------- | -------- |
| українська | 97,30 %  |
| російська  | 2,46 %   |
| молдовська | 0,25 %   |